# Мортье, Эдуар Адольф Казимир
Эдуа́р Адо́льф Казими́р Мортье́ (фр. Edouard Adolphe Casimir Mortier; 13 февраля 1768, Ле-Като-Камбрези — 28 июля 1835, Париж) — французский военный деятель, маршал Империи (с 19 мая 1804 года), герцог Тревизо (фр. duc de Trévise), участник революционных и наполеоновских войн. После начала Великой французской революции вступил в Национальную гвардию, принимал участие в революционных войнах. В феврале 1799 года получил звание бригадного генерала, а с сентября того же года становится дивизионным генералом.
После провозглашения во Франции империи и восстановления, упразднённого в ходе революции института маршалов, в числе первых был произведён императором Наполеоном I в маршалы Франции и назначен одним из четырёх генерал-полковников Императорской гвардии. В 1808 году за заслуги в кампаниях 1805 и 1806—1807 годов император пожаловал Мортье титул герцога Тревизо. С 1808 года и до 1811 года Мортье командовал V-м корпусом Армии Испании на Пиренейском полуострове. В 1812 году получил под своё командование Молодую гвардию, с которой прошёл франко-русскую войну 1812 года. Во время французской оккупации занимал пост московского генерал-губернатора. В 1813 году назначен командующим Императорской гвардии. В 1814 году Мортье, командуя гвардией, участвовал в обороне и сдаче Парижа. Во время «Ста дней» перешёл на сторону Наполеона, однако участия в боевых действиях не принимал.
Во время Второй реставрации лишён звания пэра, которое было возвращено ему в 1819 году. Во время Июльской монархии назначен военным министром и премьер-министром. Погиб в 1835 году после смотра войск по случаю пятой годовщины Июльской революции при покушении Фиески на жизнь короля Луи-Филиппа.

## На службе

### Ранние годы
Родился в 1768 году в Ле-Като-Камбрези. Сын состоятельного купца Антуана Шарля Жозефа Мортье, торговца тканями, избранного в 1789 году депутатом Генеральных штатов от третьего сословия, и Мари-Анн-Шарль Боннэр.
Под надзором отца, который привил ему буржуазную честность и порядочность, получил отличное образование в коллеже (фр. collège des Irlandais) в Дуэ, который был основан ещё в XVII веке ирландскими эмигрантами. Благодаря обучению в этом коллеже Мортье свободно владел английским языком.
После завершения учёбы вернулся домой и стал помогать отцу в его деловых операциях, служил клерком в его купеческой конторе в Лилле.

### Революционные войны
После начала Великой французской революции, по примеру многих своих сверстников и товарищей, вступил в Национальную гвардию — главную вооружённую силу победившего третьего сословия. Мортье вступил в Национальную гвардию Дюнкерка (фр. Garde nationale de Dunkerque). Осенью 1791 года, когда над страной возникла угроза иностранной интервенции и по всей Франции для защиты революции стали создаваться батальоны добровольцев (волонтёров), один из подобных батальонов в департаменте Нор сформировал его дядя. В свой 1-й Северный добровольческий батальон он записал и своего племянника, который в сентябре 1791 года сразу же стал его капитаном. С целью улучшить свои познания в воинском деле Мортье прошёл ускоренный курс обучения, а затем усиленно занимался самообразованием, изучая специальную литературу.
С апреля 1792 года, с первых же дней войны против первой антифранцузской коалиции, Мортье находился на фронте, где сражался против интервентов в рядах Северной армии. Боевая обстановка, природные дарования и блестящее образование способствовали быстрому приобретению необходимого армейского опыта и освоению военного дела. Уже в первых боях с интервентами Мортье зарекомендовал себя не только бесстрашным воином, но и способным командиром.
В 1792—1794 годах служил в Северной армии, где отличился в сражениях при Кьеврене, Жемаппе (ноябрь 1792 года), Неервиндене (март 1793 года), Гондскоте (сентябрь 1793 года), Ваттиньи (октябрь 1793 года). Также отличился при взятии городов Монс, Брюссель, Лёвен, Флёрюс.
С 3 сентября 1793 года — командир батальона, служил в составе дивизии генерала Франсуа Лефевра, который в сражении при Флёрюсе, состоявшемся 26 июня 1794 года, со своей дивизией отбил 3 атаки противника, а затем прорвал австрийский фронт. В октябре 1793 года назначен начальником штаба дивизии генерала Антуана Баллана (фр. Antoine Balland). 15 октября ранен картечью в сражении при Дурлере (фр. Dourlers). В 1795 году произведён в полковники. Находясь под непосредственным руководством генерала Жана-Батиста Клебера, отличился в сражениях при Альтенкирхене (4 июня 1796 года) и Фридберге (10 июля 1796 года).

### Консульство и Империя
Военную кампанию 1799 года начал в составе Рейнской армии генерала Клода Лекурба, затем участвовал в действиях Дунайской армии, а закончил её в Гельветской (Швейцарской) армии. Отличился при Линтингере, а затем в сражении при Штокахе (25 марта 1799 года). Во главе 4-й дивизии Гельветской армии в 1799 году воевал в Швейцарии, занял Цюрих. В феврале 1799 года получил звание бригадного генерала, а с сентября того же года становится дивизионным генералом. Затем находился под командованием Андре Массены. После этого воевал при Граубюндене. В 1800 году получил под своё командование 15-ю и 16-ю дивизии, находившиеся в Париже.
В 1803 году первый консул Бонапарт послал Мортье с 14 тысячами солдат захватить Ганноверское курфюршество. Победив противника, Мортье заставил Ганновер заключить  союз с Францией, занимал пост командира Ганноверского оккупационного корпуса и получил ранг наместника первого консула. В начале 1804 года он передал командование генералу Жану-Батисту Бернадоту и прибыл в Париж, где в феврале того же года был назначен командующим артиллерии и моряков Консульской гвардии (фр. Garde des consuls).
19 мая 1804 года, после провозглашения во Франции империи и восстановления упразднённого в ходе революционных преобразований института маршалов, Мортье был в числе первых, кто был произведён императором в маршалы Франции. Оснований для получения этого высшего воинского звания Франции у Мортье было меньше, нежели у других его коллег, удостоенных тогда этого звания, так как он никогда до этого не служил под непосредственным началом самого императора, не являлся его боевым соратником, не командовал армиями в период революционных войн, что, видимо, свидетельствует об особом отношении Наполеона к Мортье.
30 августа 1805 года назначен командующим пехоты Императорской гвардии. При создании гвардии планировалось, что четыре генерал-полковника будут командовать ею по очереди, оставаясь на дежурство раз в неделю. Однако на практике такое правило не соблюдалось, так как маршалы Даву и Сульт, начиная с 1804 года, практически постоянно командовали крупными армейскими соединениями и не могли непосредственно нести службу по руководству гвардией и лично заниматься охраной императора. Таким образом, эти функции фактически были возложены на двух других генерал-полковников — маршалов Мортье и Бессьера. В 1805 году принимал участие в войне против третьей антифранцузской коалиции. Однако в генеральном сражении при Аустерлице не участвовал, так как император отправил его корпус для прикрытия занятой французскими войсками Вены. На завершающем этапе этой кампании, с декабря 1805 года командовал V-м армейским корпусом.

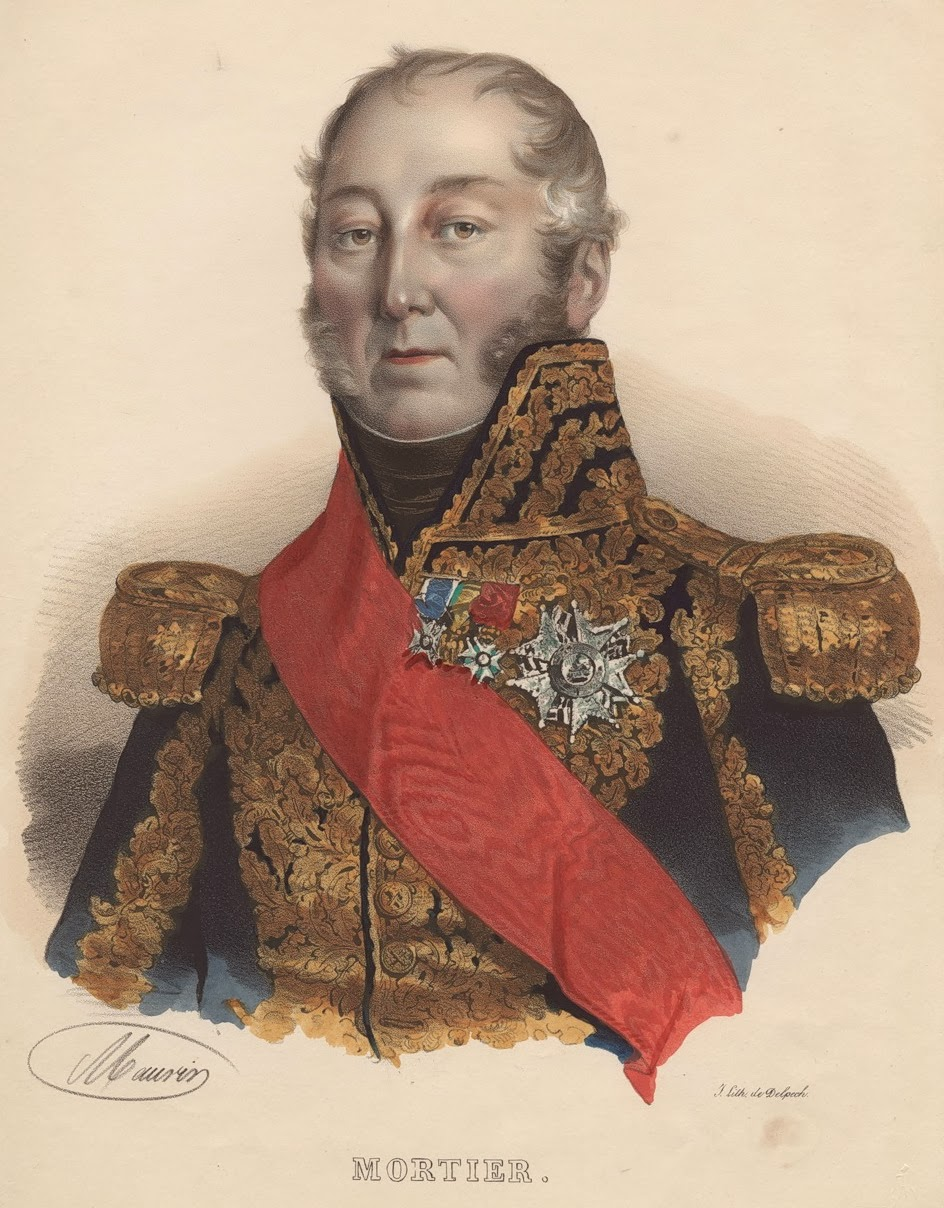
Эдуар Мортье, маршал империи и герцог Тревизо

Во время войны с Пруссией в 1806 году командовал VIII-м армейским корпусом, с которым занял Гессен, Гамбург, Бремен, большую часть шведской Померании и начал осаду крепости Штральзунд, хотя для её правильной осады у него не имелось наличных сил и средств. В этой кампании позже принял участие в сражениях при Кольберге, Фридланде, возглавил левое крыло Великой армии. Проявил свою обычную храбрость и мужество; в битве под Фридландом под ним была убита лошадь. В июле 1807 года возглавил 5-й и 6-й армейские корпуса, был назначен губернатором Силезии. В 1808 году за заслуги в кампаниях 1805 и 1806—1807 годов император пожаловал Мортье титул герцога Тревизо, приносивший ему 100 000 франков ежегодного дохода.
С октября 1808 года и до 1811 года Мортье командовал 5-м корпусом Армии Испании (фр. Armée d'Espagne), ведущей изматывающие бои на Пиренейском полуострове. В ходе Пиренейских войн отличился при осаде Сарагосы, в сражениях при Оканье (где был ранен) и при Бадахосе.
В 1812 году ему вверено начальство над Молодой гвардией. Во время вступления Великой армии в Россию этот отборный корпус французской армии так ни разу и не был введён в сражение. По занятии Москвы он был назначен её генерал-губернатором на время оккупации, и после ухода оттуда французов в ночь на 11 (23) октября организовал по приказанию Наполеона взрыв части кремлёвских стен и других сооружений. Отойдя на незначительное расстояние от Москвы, Мортье приказал выстрелом из пушки дать условленный знак к взрыву Кремля, который был подорван в пяти местах. Масштаб разрушений не соответствовал планам и указаниям французского императора, так как большинство заложенных зарядов по ряду причин не детонировало. В ходе серии взрывов пострадали Грановитая палата и Кремлёвский дворец, были разрушены часть Арсенала, Водовзводная, Петровская и Первая Безымянная башни, серьёзно пострадали Угловая Арсенальная башня и пристройки к колокольне Ивана Великого, частично были повреждены здание Сената и стены Кремля. По свидетельству очевидцев известно, что маршала тяготила возложенная на него роль разрушителя Москвы. Во французской историографии присутствует мнение, что меньший масштаб разрушений, чем планировалось, был вызван осознанными действиями Мортье и его подчинённых. Так, Монтескью-Фезенсак (фр. Montesquiou-Fézensac), командир 4-го линейного полка, писал в 1812 году: «Манера, с которой маршал смягчил сей жестокий приказ… воздаёт хвалу его сердцу, как и его характеру». Роль Мортье в смягчении характера разрушений отмечалась и в российской историографии. Так, русский историк А. Н. Попов, имея в виду воспоминания Фезенсака, писал по этому поводу следующее:
Дождь, начавшийся ещё накануне, без сомнения, смирил разрушительную силу подкопов под древние стены Кремля; но, дорожа человеческим достоинством, мы готовы верить, что Мортье отпустил негодный порох для этой цели, как показывает один из офицеров Великой армии.
Мортье, который со своим корпусом оставался последним в Москве, вышел из Москвы с ранеными и больными, каких смог вывезти, а также с четырьмя тысячами гвардейцев, четырьмя тысячами спешенных кавалеристов и двумя тысячами артиллеристов, конных кавалеристов и инженеров, составлявших его московский гарнизон. С основной армией корпус Мортье соединился в Верее. Молодая гвардия впервые была введена Наполеоном в дело только в ноябре 1812 года в сражении под Красным, когда в ходе стремительной атаки она сумела отбросить преградившего дорогу французской армии противника, что позволило остаткам Великой армии уйти дальше на запад. Во время сражения на Березине и переправы через реку в ноябре 1812 года Молодая гвардия внесла весомый вклад в дело спасения остатков Великой армии от полного окружения её и уничтожения. Однако после отступления из России Молодая гвардия как самостоятельная единица фактически прекратила своё существование, потеряв большую часть личного состава.
В январе 1813 года назначен командующим Императорской гвардии. В кампании 1813 года, в ходе Войны шестой коалиции отличился в сражениях при Лютцене, Бауцене, Дрездене и Лейпциге (битва народов). В 1814 году Мортье, командуя Императорской Гвардией, участвовал в обороне и сдаче Парижа.
После падения Империи Мортье был назначен пэром Франции, но в 1815 году во время так называемых «Ста дней» перешёл на сторону Наполеона, однако участие в боевых действиях не принимал.

### В период Реставрации и Июльской монархии
Во время Второй реставрации лишён звания пэра (оно было возвращено ему в 1819 году). Был назначен членом военного суда над маршалом Мишелем Неем, однако наряду с некоторыми другими судьями заявил о неправомочности и незаконности такого трибунала и отказался от участия в нём. Однако этот отказ не имел для него значительных последствий. Так, в январе 1816 года он был назначен командующим 15-м военным округом (15-я дивизия, Руан), а в том же году был избран членом Палаты депутатов французского парламента, в котором заседал до конца 1818 года.
В декабре 1830 году Мортье был назначен послом при русском дворе; в 1834 году назначен военным министром и премьер-министром (последнего поста лишился незадолго до гибели).

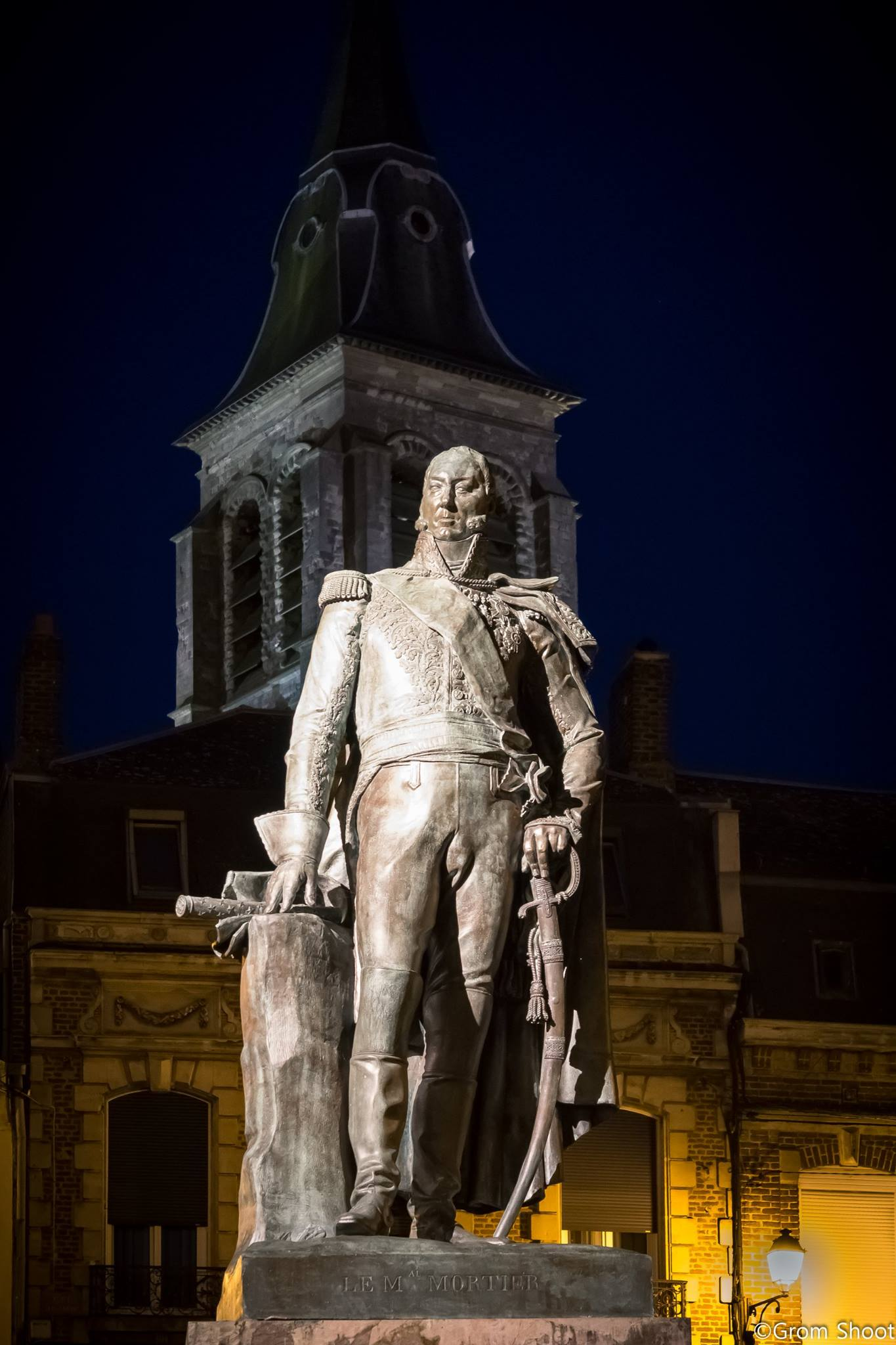
Статуя маршала Мортье в Ле-Като-Камбрези

В 1835 году Мортье во время смотра войск по случаю пятой годовщины Июльской революции был убит «адской машиной» при покушении Фиески на жизнь короля Луи-Филиппа на бульваре дю Тампль. Он стал наиболее высокопоставленной из 12 жертв покушения. Похоронен Мортье был со всеми воинскими почестями в Доме инвалидов.

## Семья
Жена — Ева-Анн Химмес (1779—1855)
Дети:
- Каролина (1800—1842), маркиза Римуньи
- Мари-Луиза (1809—1886)
- Наполеон (1804—1869), 2-й герцог Тревизо
- Софи-Мальвина-Жозефина (1803—1883), графиня Беллозан
- Ева Стефани (1814—1831), графиня Гуден.
- Эдуард (1806—1815)
- Луиза (1811—1831)

## Награды
- Орден Почётного легиона, большой орёл (1805)
- Орден Почётного легиона, великий офицер (1804)
- Орден Почётного легиона, легионер (1803)
- Орден Святого Духа
- Орден Святого Людовика, большой крест (1820)
- Орден Святого Людовика (2.06.1814)
- Орден Железной короны (Королевство Италия)
- Орден Христа, большой крест (Португалия)

## Образ в кино
- «Наполеон: путь к вершине» (Франция, Италия, 1955) — актёр Шарль Мулен[фр.]